# Vancouver South (circonscription britanno-colombienne)
Pour les articles homonymes, voir Vancouver (homonymie).
Circonscription électorale provinciale du Canada
Vancouver South est une ancienne circonscription provinciale de la Colombie-Britannique représentée à l'Assemblée législative de la Colombie-Britannique de 1966 à 1991.

## Géographie
La circonscription représentait une partie de la ville de Vancouver.

## Liste des députés
| Législature | Années | Député | Député | Parti | Député | Député | Parti |
| Vancouver South Circonscription issue de Vancouver-Burrard, Vancouver Centre, Vancouver East et Vancouver-Point-Grey | Vancouver South Circonscription issue de Vancouver-Burrard, Vancouver Centre, Vancouver East et Vancouver-Point-Grey | Vancouver South Circonscription issue de Vancouver-Burrard, Vancouver Centre, Vancouver East et Vancouver-Point-Grey | Vancouver South Circonscription issue de Vancouver-Burrard, Vancouver Centre, Vancouver East et Vancouver-Point-Grey | Vancouver South Circonscription issue de Vancouver-Burrard, Vancouver Centre, Vancouver East et Vancouver-Point-Grey | Vancouver South Circonscription issue de Vancouver-Burrard, Vancouver Centre, Vancouver East et Vancouver-Point-Grey | Vancouver South Circonscription issue de Vancouver-Burrard, Vancouver Centre, Vancouver East et Vancouver-Point-Grey | Vancouver South Circonscription issue de Vancouver-Burrard, Vancouver Centre, Vancouver East et Vancouver-Point-Grey |
| --- | --- | --- | --- | --- | --- | --- | --- |
| 28e | 1966–1967 | | Ralph Raymond Loffmark                                                                                               | Créditiste | | Thomas Audley Bate                                                                                                   | Créditiste |
| 28e | 1967-1968 | | Ralph Raymond Loffmark                                                                                               | Créditiste | Vacant | Vacant | |
| 28e | 1968-1969 | | Ralph Raymond Loffmark                                                                                               | Créditiste | Norman Levi | Néo-démocrate | |
| 29e | 1969–1972 | | Ralph Raymond Loffmark                                                                                               | Créditiste | Agnes Kripps | Créditiste | |
| 30e | 1972–1975 | | Jack A. Radford | Néo-démocrate | | Daisy Webster | Néo-démocrate |
| 31e | 1975–1979 | | Charles Stephen Rogers                                                                                               | Créditiste | | William Gerald Strongman                                                                                             | Créditiste |
| 32e | 1979–1983 | | Charles Stephen Rogers                                                                                               | Créditiste | Russell Gordon Fraser                                                                                                | Créditiste | |
| 33e | 1983–1986 | | Charles Stephen Rogers                                                                                               | Créditiste | Russell Gordon Fraser                                                                                                | Créditiste | |
| 34e | 1986–1991 | | Charles Stephen Rogers                                                                                               | Créditiste | Russell Gordon Fraser                                                                                                | Créditiste | |
| Circonscription abolie, voir Vancouver-Kensington, Vancouver-Hastings, Vancouver-Langara et Vancouver-Kingsway       | | | | | | | |